# 隴州
陇州，中国南北朝时设置的州。
554年，西魏改东秦州设置，因陇山得名。治所在汧源县（今陕西省陇县东南），北周迁至今陇县。隋朝时，改为陇东郡。唐朝武德年间，再改为陇州。管理陕西千水流域及甘肃省华亭县。金朝改治汧阳县，元朝州治移回汧源县。明清为散州，1913年，改为陇县。
| 隋朝行政区划变迁 | 隋朝行政区划变迁   | 隋朝行政区划变迁 | 隋朝行政区划变迁 | 隋朝行政区划变迁 | 隋朝行政区划变迁 | 隋朝行政区划变迁                                         |
| 区划             | 開皇元年           | 開皇元年         | 開皇元年         | 開皇元年         | 区划             | 大業三年                                                 |
| ---------------- | ------------------ | ---------------- | ---------------- | ---------------- | ---------------- | -------------------------------------------------------- |
| 州               | 岐州               | 岐州             | 隴州             | 隴州             | 郡               | 扶風郡                                                   |
| 郡               | 岐山郡             | 武都郡           | 隴東郡           | 安夷郡           | 县               | 雍县 岐山县 郿县 虢县 汧源县 汧陽县 南由县 陳倉县 普潤县 |
| 县               | 雍县 三龙县 周城县 | 洛邑县           | 汧源县 汧陽县    | 南由县 長蛇县    | 县               | 雍县 岐山县 郿县 虢县 汧源县 汧陽县 南由县 陳倉县 普潤县 |

隋朝隴州刺史
- 韩凤（文帝时）
- 李渊（文帝时）
- 韦津
- 辛迪
- 马轨
- 魏裕[2]

唐朝隴州刺史
- 常达（618年）
- 叔孙老（618年）
- 常达（619年）
- 姜謩（622年—624年）
- 李道彦（624年—627年）
- 庞琳（贞观初年）
- 薛献（644年）
- 崔礭（贞观年间）
- 李云将（贞观末年永徽初年）
- 段师濬（高宗初年）
- 德芳（658年）
- 安夷公（660年）
- 刘仁轨（670年—672年）
- 董宝亮（高宗时）
- 柳胤（高宗时）
- 冯元常（684年）
- 卢光乘（长寿年间）
- 李上义（武周年间）
- 李道坚（开元初年）
- 李守礼（715年）
- 薛璿（开元前期）
- 李志德（开元前期）
- 独孤炫（732年）
- 武崇节（735年）
- 李鐈（天宝年间，汧阳郡太守）
- 王某（天宝年间，汧阳郡太守）
- 刘晏（758年—759年）
- 韦伦（759年—760年）
- 崔绾（代宗初年）
- 马燧（771年—775年）
- 韦崟（大历年间）
- 韦皋（782年）
- 郝通（783年）
- 韦皋（783年—784年）
- 韩清沔（787年）
- 张道昇（贞元末年）
- 曾叔政（贞元元和之间）
- 野诗良辅（元和年间）
- 王泚（元和年间）
- 崔承宠（821年）
- 刘垍（829年）
- 徐某（大和年间）
- 田牟（开成初年）
- 王宰（？—840年）
- 史宪忠（840年—843年）
- 李偲（会昌年间）
- 薛逵（？—852年）
- 李某（大中咸通之间）
- 曹翔（868年之前）
- 张洙（880年）
- 郑凝绩（882年）
- 薛知筹（887年）
- 李继密（大顺年间）
- 符道昭（昭宗末年）[3]